# Gołdap
Gołdap (niem. Goldap, lit. Geldapė) – miasto uzdrowiskowe w województwie warmińsko-mazurskim, w powiecie gołdapskim, siedziba gminy miejsko-wiejskiej Gołdap. W latach 1975–1998 miejscowość administracyjnie należała do woj. suwalskiego, a w latach 1999–2001 do powiatu olecko-gołdapskiego. Od 1 stycznia 2002 miasto jest siedzibą władz powiatu gołdapskiego.
Według danych GUS z 1 stycznia 2024 r. Gołdap liczyła 13 184 mieszkańców.

## Charakterystyka

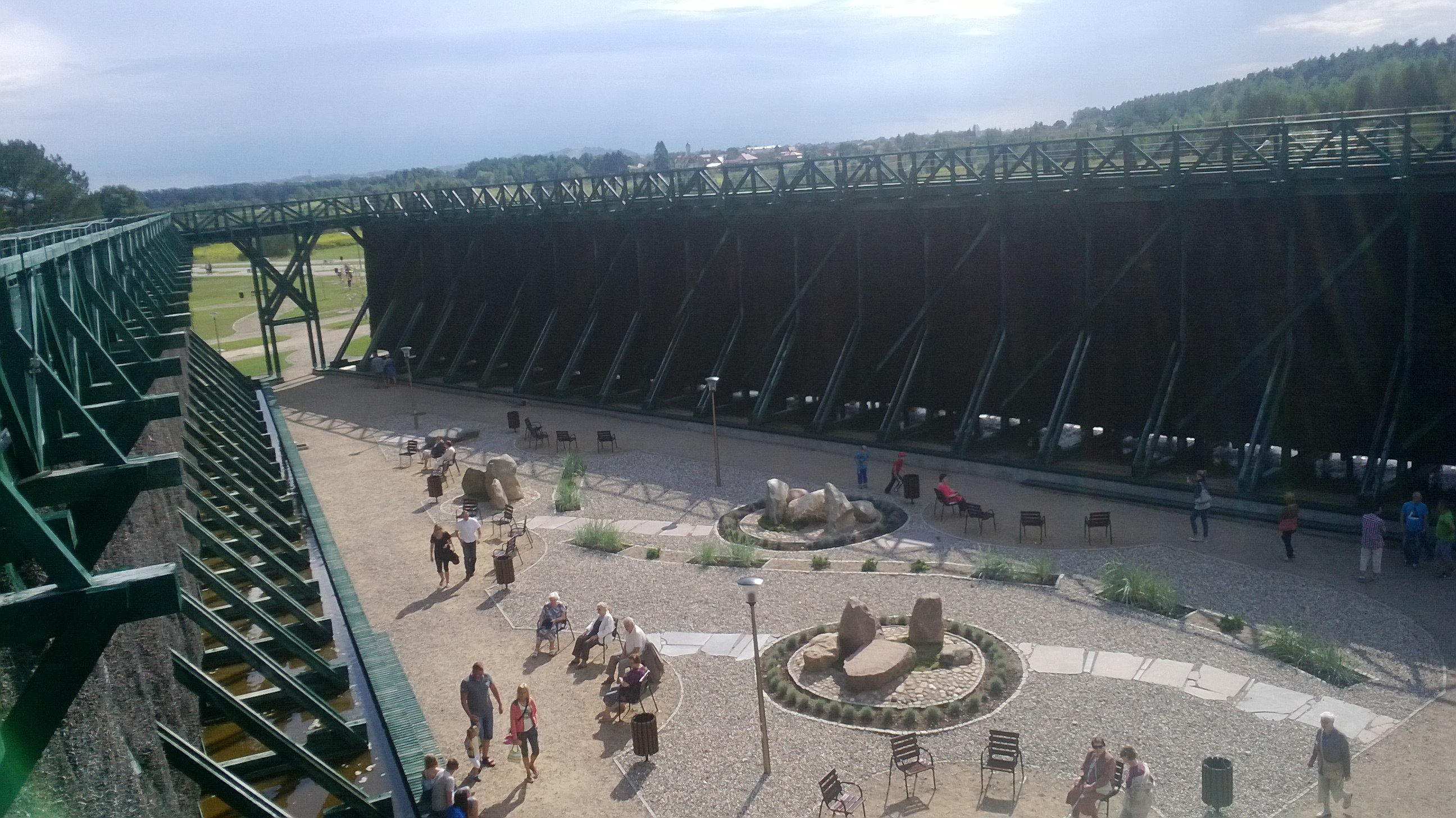
Tężnia solankowa

Miasto posiada status uzdrowiska. Jako uzdrowisko klimatyczno-borowinowe oferuje usługi lecznictwa w zakresie schorzeń narządów ruchu, reumatycznych, stanów pourazowych oraz niektórych chorób kardiologicznych, układu oddechowego i nerwowego, a także chorób kobiecych.
W 2010 r. miasto otrzymało środki zewnętrzne na szereg inwestycji uzdrowiskowych, w tym na budowę nad jeziorem dwóch tężni solankowych, których realizacja zakończyła się z ponad półrocznym opóźnieniem 30 kwietnia 2014; był to czwarty obiekt tego typu w Polsce.
Decyzja o budowie Parku Zdrojowego z pijalnią wód mineralnych, groty solnej i tężni zapadła w 2012 roku. Dwie pierwsze otwarto w Parku w 2013 r.
Gołdap jest także ośrodkiem narciarskim. Na stokach Pięknej Góry (Gołdapskiej Góry), w Centrum Sportowo-Rekreacyjnym Piękna Góra udostępniono ponad 2000 m tras zjazdowych oraz 5 wyciągów narciarskich (w tym kolej krzesełkową przy trasie zjazdowej o długości 750 m). Przy dobrych warunkach śniegowych funkcjonuje tam również ponad kilometrowy betonowy tor saneczkowy.
W mieście znajduje się również Centrum Edukacyjno-Rekreacyjne z basenem oraz halą sportową.

## Położenie
Pod względem historycznym Gołdap leży na pograniczu trzech krain historycznych, będących terytoriami dawnych plemion bałtyckich: jej część położona na północ od rzeki Gołdapy należy do Nadrowii, fragment na południowym brzegu rzeki – do Galindii, zaś część leżąca na wschód od rzeki, w pobliżu jeziora Gołdap – do Jaćwieży.
Pod względem etnograficznym Gołdap położona jest zarówno na Mazurach, jak i na Małej Litwie. Był to obszar tradycyjnie zamieszkiwany zarówno przez polskich Mazurów, Litwinów pruskich i Niemców. Po II wojnie światowej (w latach 1945–1947 miejscowa ludność została wysiedlona – zwłaszcza niemiecka), a obszar ten został zasiedlony przez Polaków wysiedlonych Kresów Wschodnich – głównie z Wileńszczyzny i Grodzieńszczyzny, jak i polskich osadników przybyłych z Suwalszczyzny.
Według regionalizacji fizycznogeograficznej Polski z 2018 roku miasto znajduje się na pograniczu trzech mezoregionów: Puszczy Rominckiej, Wzgórz Szeskich i Krainy Węgorapy. Potocznie Gołdap położona jest również na Mazurach Garbatych.
Według danych z 1 stycznia 2023 r. powierzchnia miasta wynosiła 17,20 km².

## Toponimia
Nazwa miasta ma pochodzenie staropruskie. Galdo oznacza dolinę, podłużną nieckę, a ape rzekę, co w połączeniu daje „rzekę płynącą w dolinie”; por. litewskie odpowiedniki gelda i upė.

## Historia

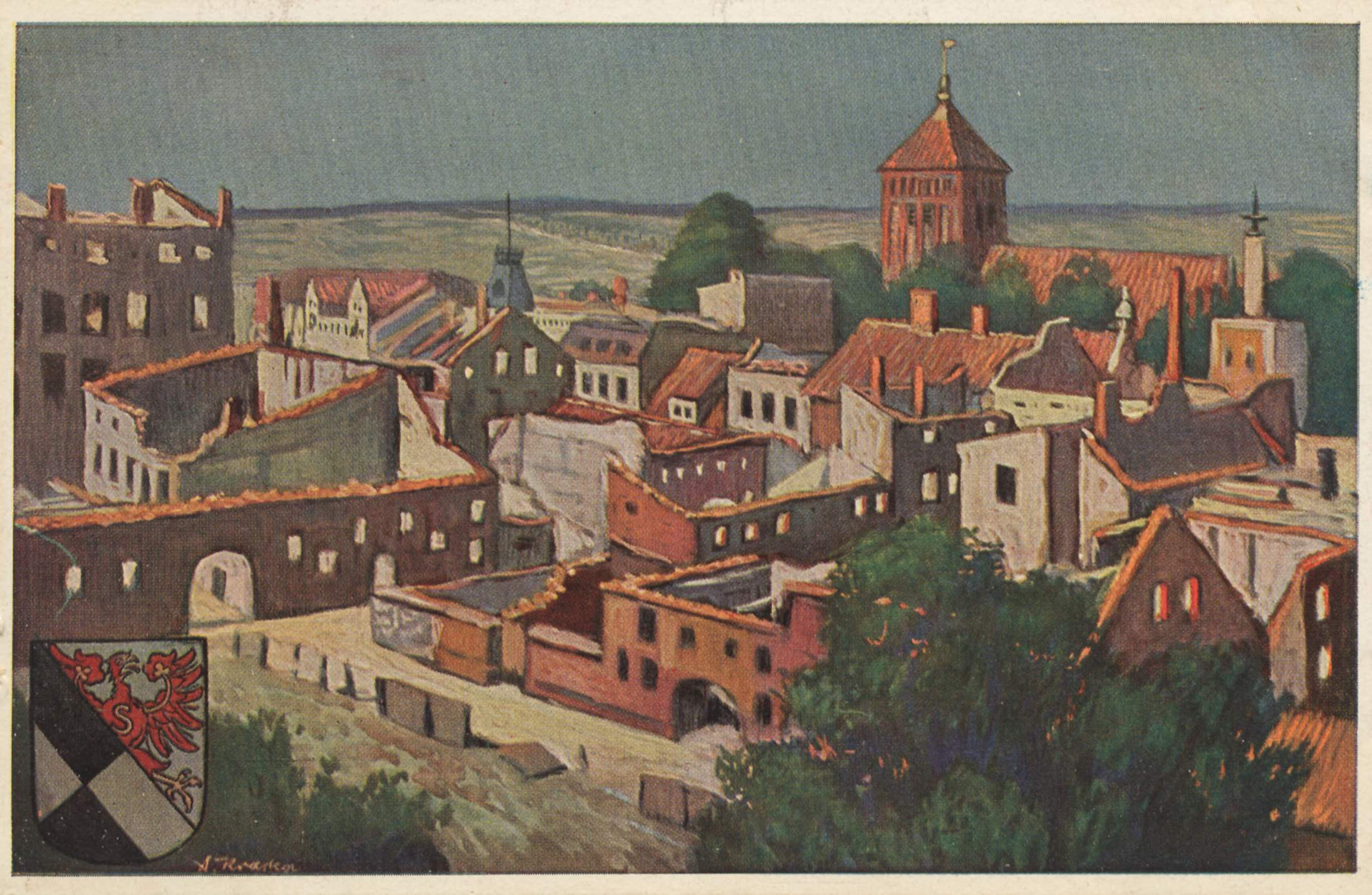
Zrujnowana Gołdap w czasie I wojny światowej

Wieś Szyłajty powstała w 1565 roku z polecenia księcia Albrechta Hohenzollerna w miejscu wybranym przez starostów Rynu, Olecka i Wystruci, zasadźcą i pierwszym sołtysem był Bronisz Rostek. Prawa miejskie dawnej wsi Szyłajty (obecna nazwa pochodzi od rzeki) nadał w 1570 r. książę pruski Albrecht Fryderyk Hohenzollern, jako polski lennik, uprawnił mieszczan do spławiania towarów do Królewca, połowu ryb oraz urządzania polowań na niedźwiedzie, wilki i lisy, a także uprawiania pszczelarstwa.
W 1583 r. miał miejsce bunt mieszczański, skutkujący znaczącą emigracją. Podczas potopu szwedzkiego w 1656 r. przez kilka tygodni w Gołdapi stacjonowały polskie wojska Dymitra Jerzego Wiśniowieckiego, przyszłego hetmana wielkiego koronnego. Aż do 1657 roku obszar ten był lennem Polski, wtedy też miały miejsce najazdy tatarskie na miasto wskutek czego doznało silnych zniszczeń. Niebawem miasto ponownie zostało odbudowane. Wyprostowano ulice, by zmniejszyć zagrożenie pożarowe. Jednak w 1660 roku znów spłonęło trzydzieści nowo wybudowanych domów. Do końca wieku miasto nawiedza jeszcze kilka pożarów. Tu w 1664 r. urodził się ks. Jan Jakub Gräber, polski duchowny luterański i wydawca publikacji religijnych w Królewcu. W XVIII w. przez Gołdap przebiegały dwie poczty konne: polska i litewska. Na początku XVIII wieku ponownie dają się we znaki przemarsze wojsk, co wyraźnie zakłóca rozwój gospodarczy i przestrzenny. Mimo to poszerzono ulice i zabudowa stała się bardziej regularna. Pobudowano nową murowaną szkołę oraz szpital dla kilkunastu osób. Wzniesiono też koszary garnizonowe. Dowódca garnizonu, generał porucznik Daniel Fryderyk von Lossow, doprowadza do wybudowania w 1778 roku drugiego w mieście kościoła, przeznaczonego dla ewangelików reformowanych. Pod koniec osiemnastego wieku, licząca już trzy tysiące mieszkańców Gołdap, zmienia swoje oblicze z rolniczego na rolniczo-rzemieślnicze.
W 1807 r. w Gołdapi stacjonowały wojska gen. Jan Henryka Dąbrowskiego. W czerwcu 1812 roku podczas przemarszu na Rosję, przez miasto przechodzą wojska francuskie. Następnie, do końca wojen napoleońskich, dwa razy przechodzą Rosjanie. Po wojnach napoleońskich blisko sto lat ziemia gołdapska cieszy się względnym spokojem. Pruska reforma administracji z 1818 roku tworzy powiaty, w tym i gołdapski, który był jednym z najdalej wysuniętych na wschód powiatów Królestwa Prus i wchodził w skład nowo utworzonej rejencji gąbińskiej. Po „zjednoczeniu” Niemiec w 1871 roku ziemia gołdapska weszła w skład Cesarstwa Niemieckiego (II Rzeszy), gdyż Prusy Wschodnie stały się jej prowincją. W latach 1878–1879 miasto uzyskało połączenie kolejowe z Ełkiem i Wystrucią. Zostało poważnie zniszczone w I i II wojnie światowej. W czasie walk o Gołdap poległo około 12 000 żołnierzy Armii Czerwonej, a znaczna część miasta została zniszczona. Miasto zostało przyłączone do Polski w 1945 roku. Miejscowa ludność została wysiedlona głównie do Niemiec, a w zamian nastąpił napływ Polaków wysiedlonych z Kresów Wschodnich i polskich osadników głównie z Suwalszczyzny.
W stanie wojennym ośrodek internowania.
W miejscowości działało Państwowe Gospodarstwo Rolne – Romincki Kombinat Rolny w Gołdapi.

## Demografia
Według danych z 1 stycznia 2023 r. miasto miało 13 283 mieszkańców.

## Zabytki
- konkatedra NMP Matki Kościoła (poewangelicka) z 1560 r., odbudowana po zniszczeniach wojennych w latach 80. XX wieku,
- kościół św. Leona z 1894 roku,
- dwie wieże ciśnień, w tym odremontowana wieża ciśnień z przełomu XIX i XX wieku,
- magistrat z okresu międzywojennego,
- zespół koszar wojskowych z lat 1906–1910, obejmujący m.in. dawne kasyno oficerskie, zbrojownię, stajnie, budynek straży pożarnej,
- magazyn zbożowy z pocz. XX w.,
- kamienice, wille i domy z XIX i XX w.,
- stary cmentarz żydowski z początku XIX wieku,
- nad zachodnim brzegiem jeziora Gołdap, opodal sanatorium „Wital”, zachowały się pozostałości zbudowanej w 1940 roku głównej kwatery wojennej dowództwa Luftwaffe (niem. Oberbefehlshaber der Luftwaffe-Hauptquartier) o kryptonimie „Robinson”, współpracującej z kwaterą Hermanna Göringa w Romintach (obecnie Krasnolesie) w Puszczy Rominckiej[27]. W czasie wojny znajdował się tu m.in. schron przeciwlotniczy, dwa schrony do pracy sztabowej ze stopami strunobetonowymi, 6 obiektów ceglanych oraz 3 duże zbiorniki przeciwpożarowe. Była tam także eksperymentalna hamownia silników odrzutowych. W nocy z 19 na 20 października 1944 roku, w obliczu nadciągającej Armii Czerwonej, na hasło „Johannisfeuer”, kompleks został zniszczony[27].
- w rejonie miasta są znajdowane zabytki archeologiczne.

Wybrane atrakcje miasta
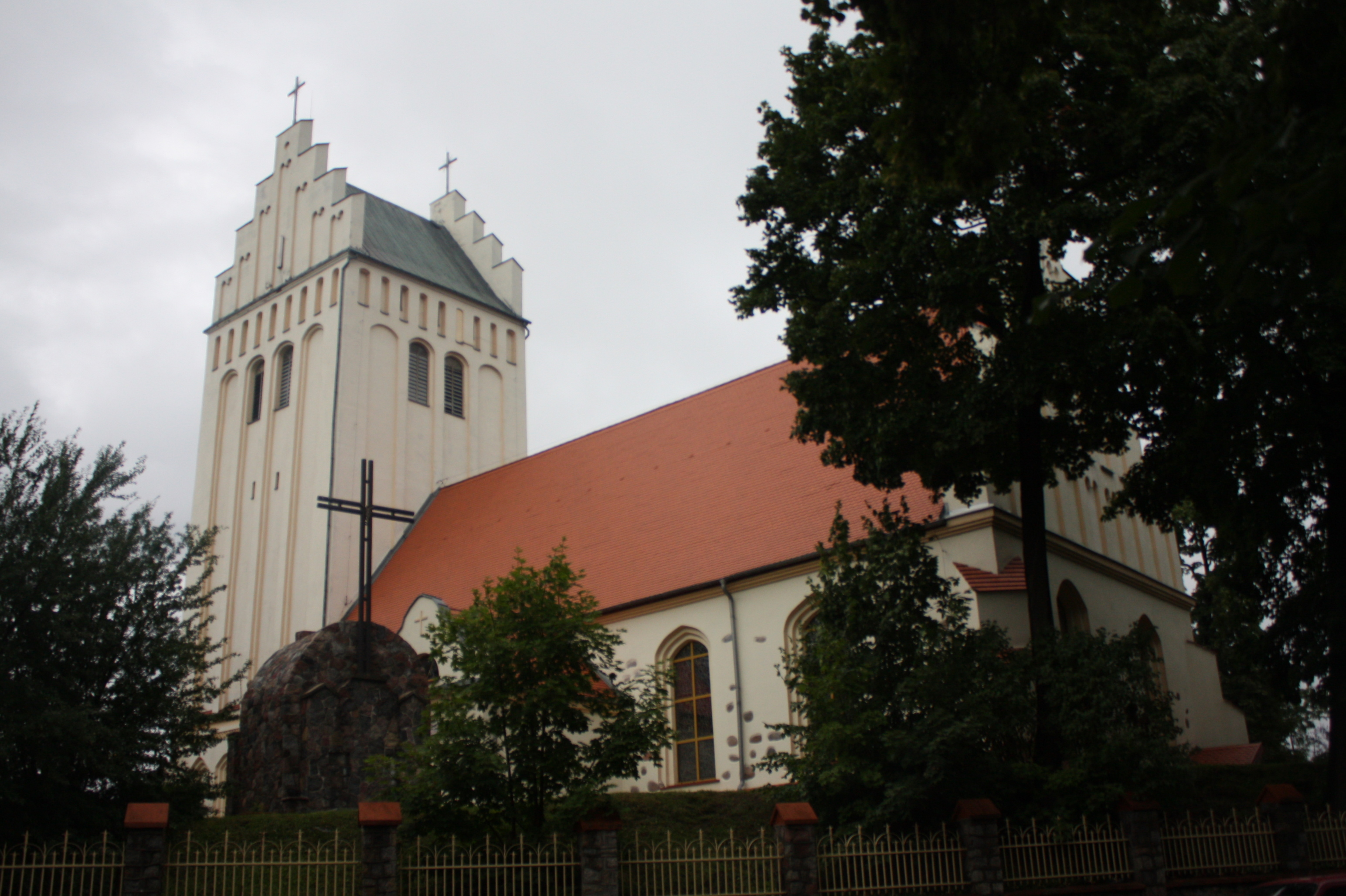
Konkatedra NMP Matki Kościoła
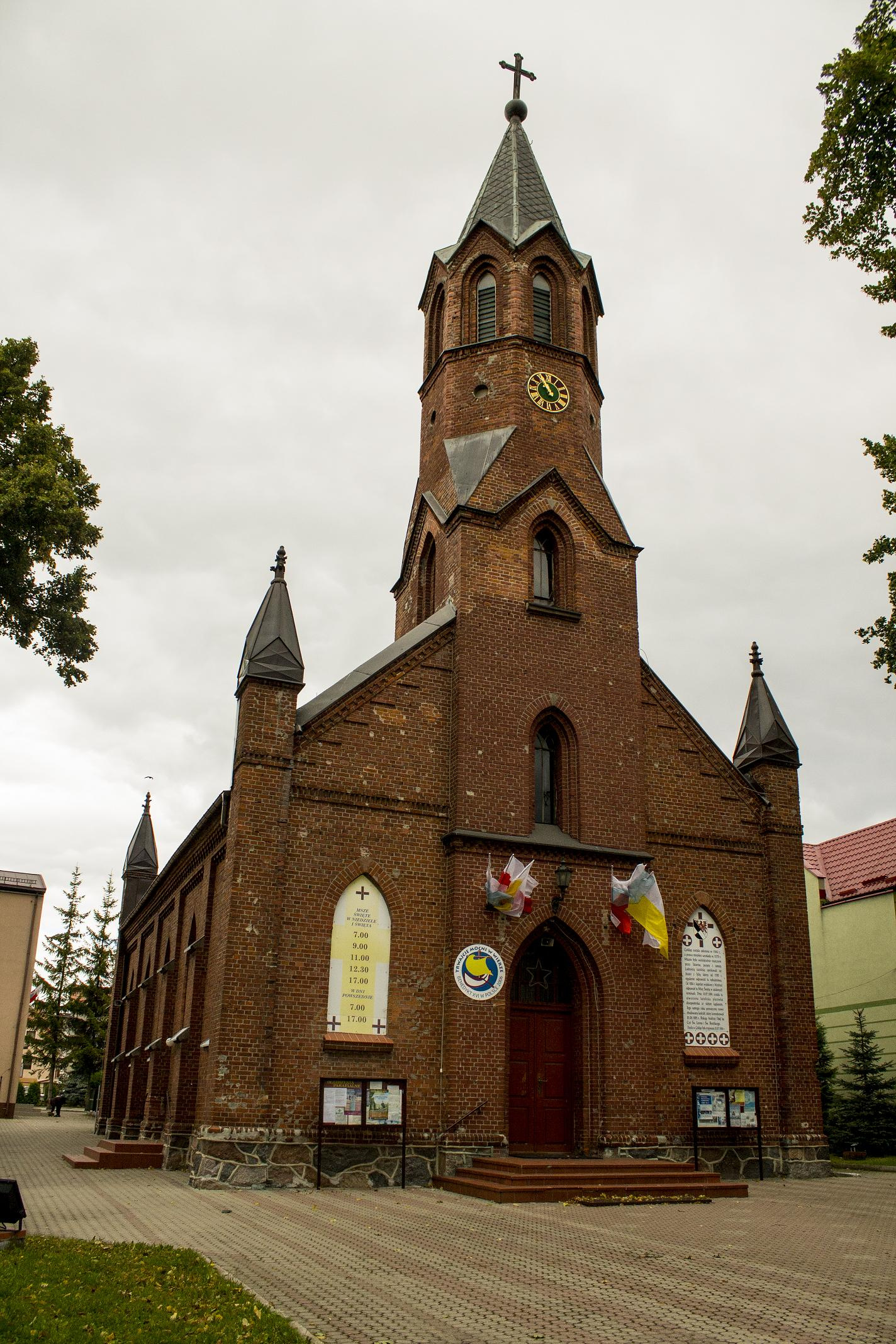
Kościół św. Leona
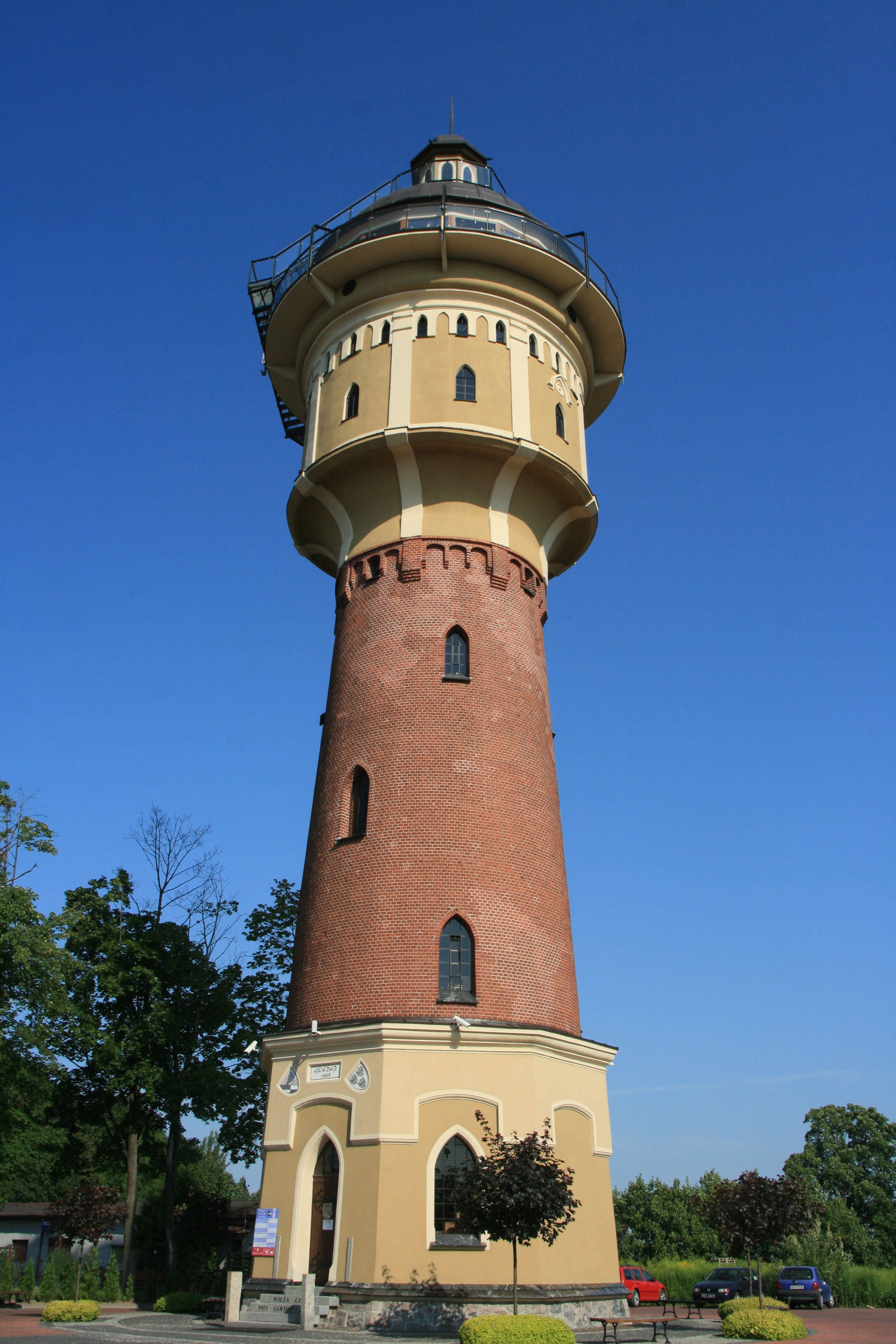
Wieża ciśnień
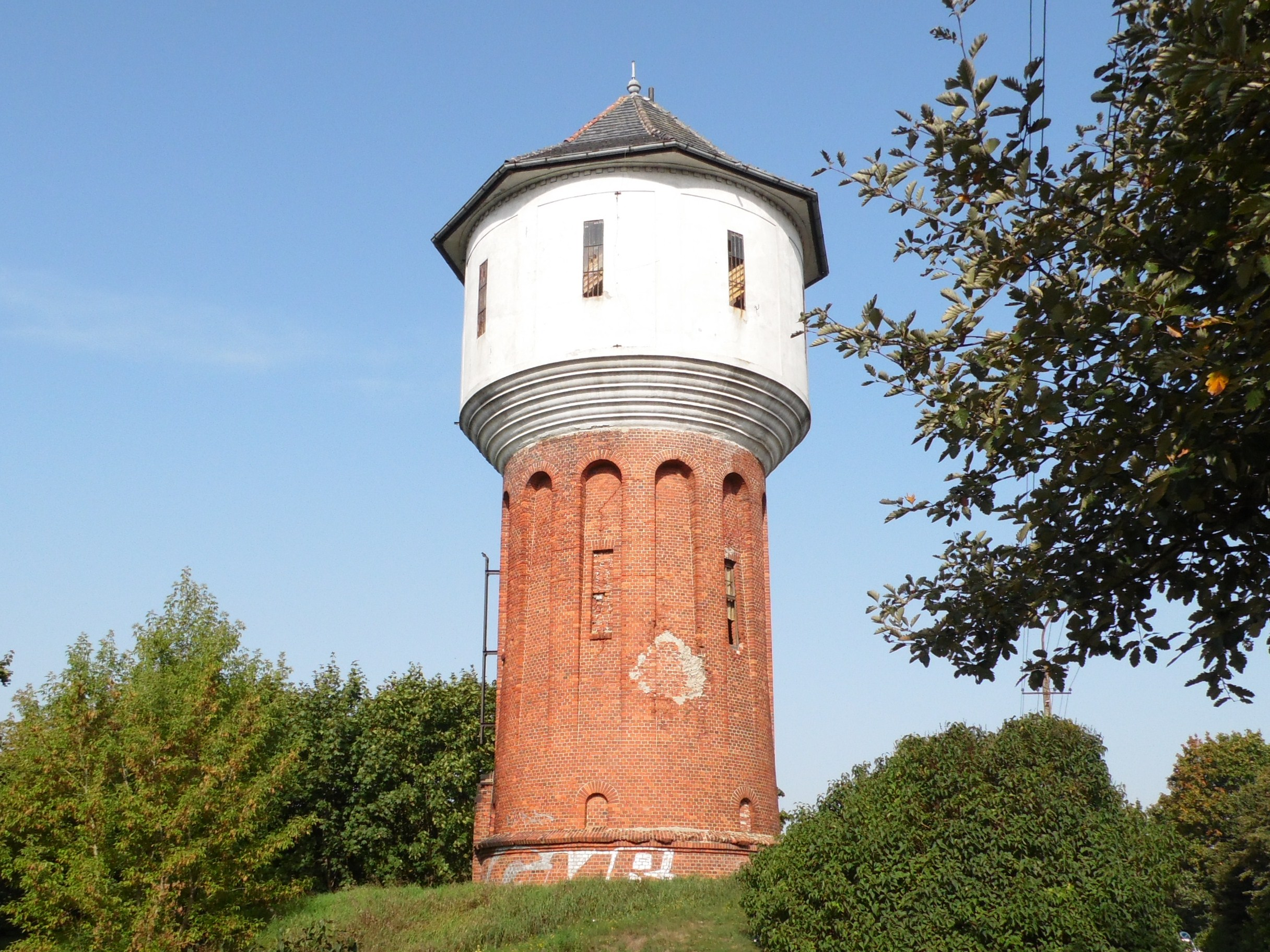
Kolejowa wieża ciśnień
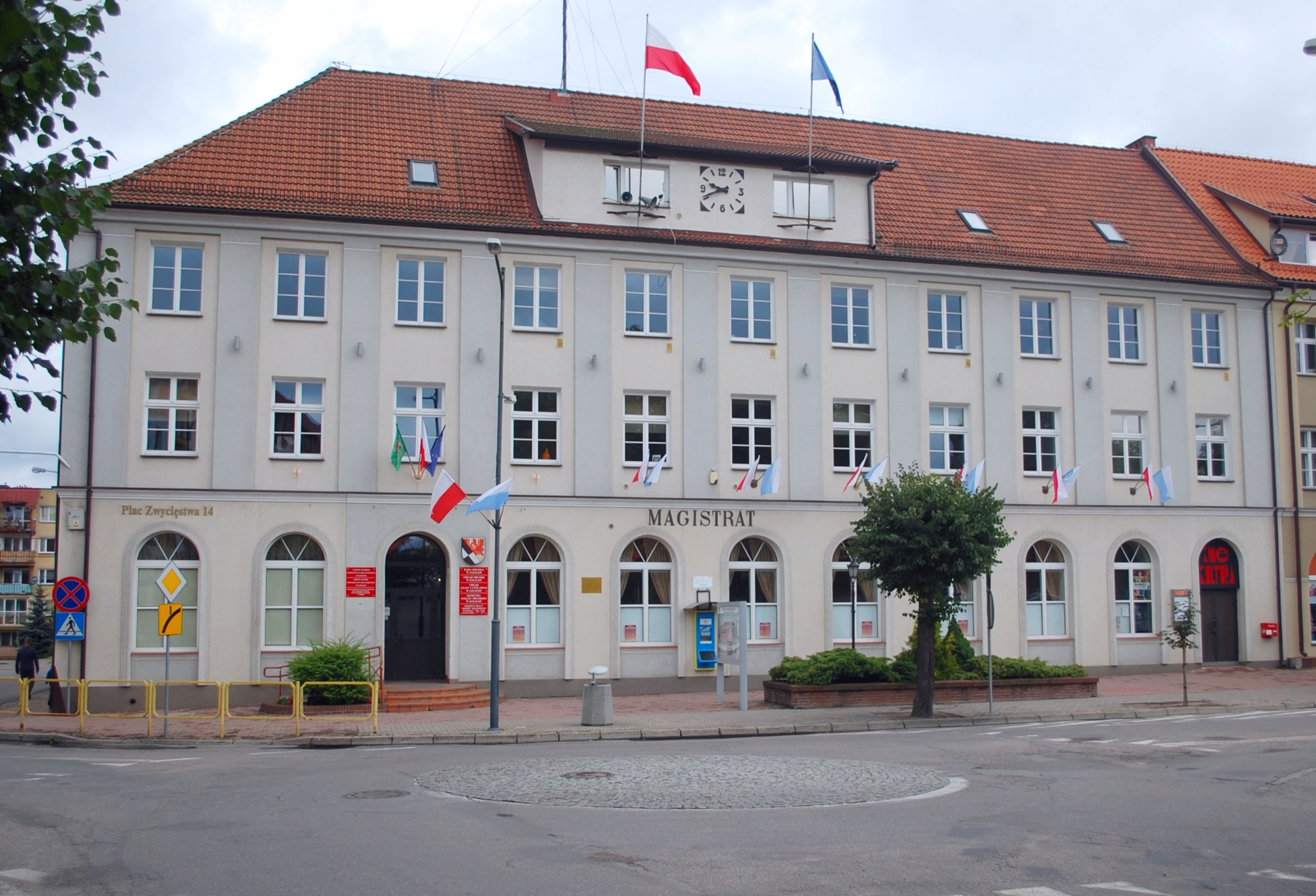
Magistrat
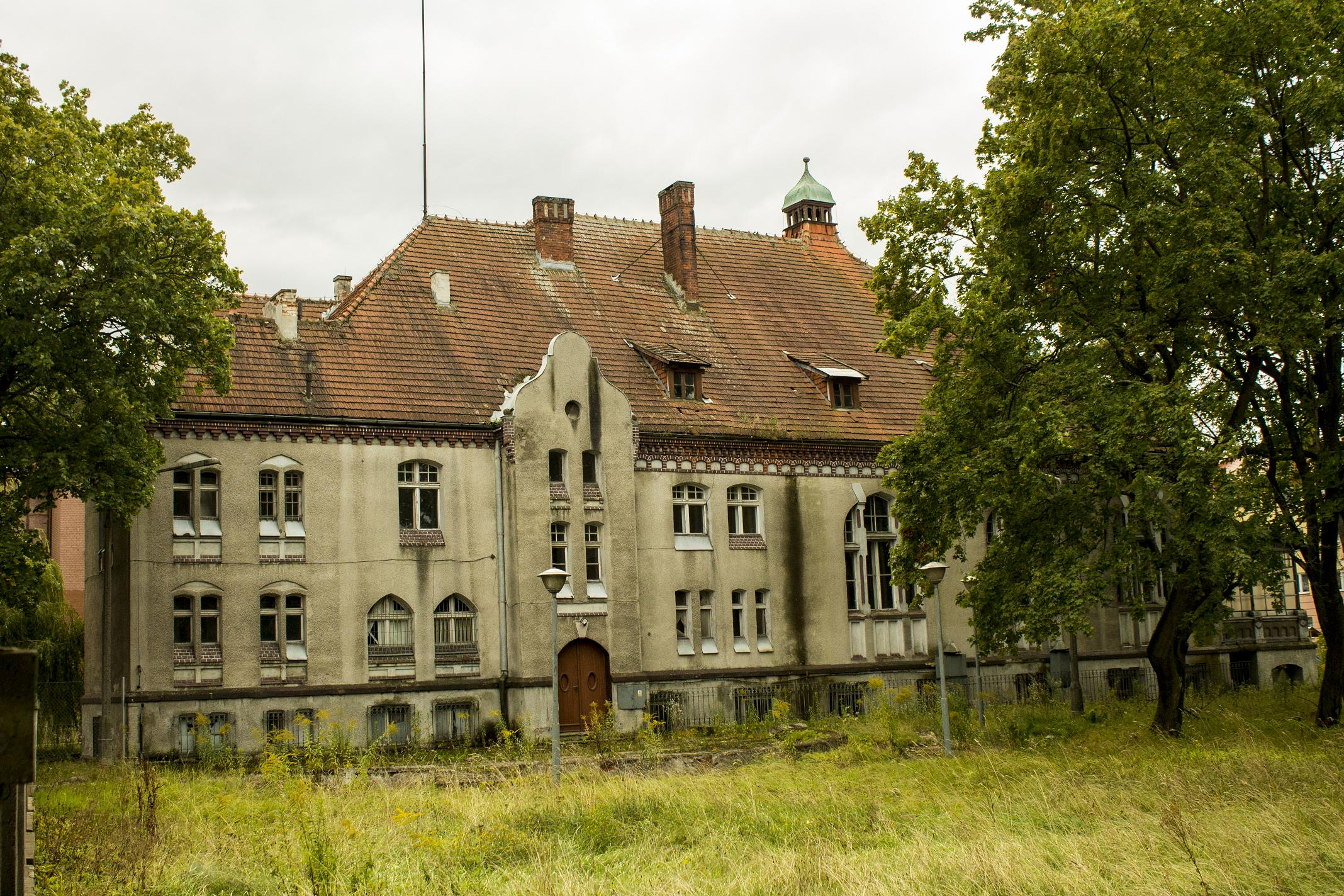
Dawne kasyno oficerskie
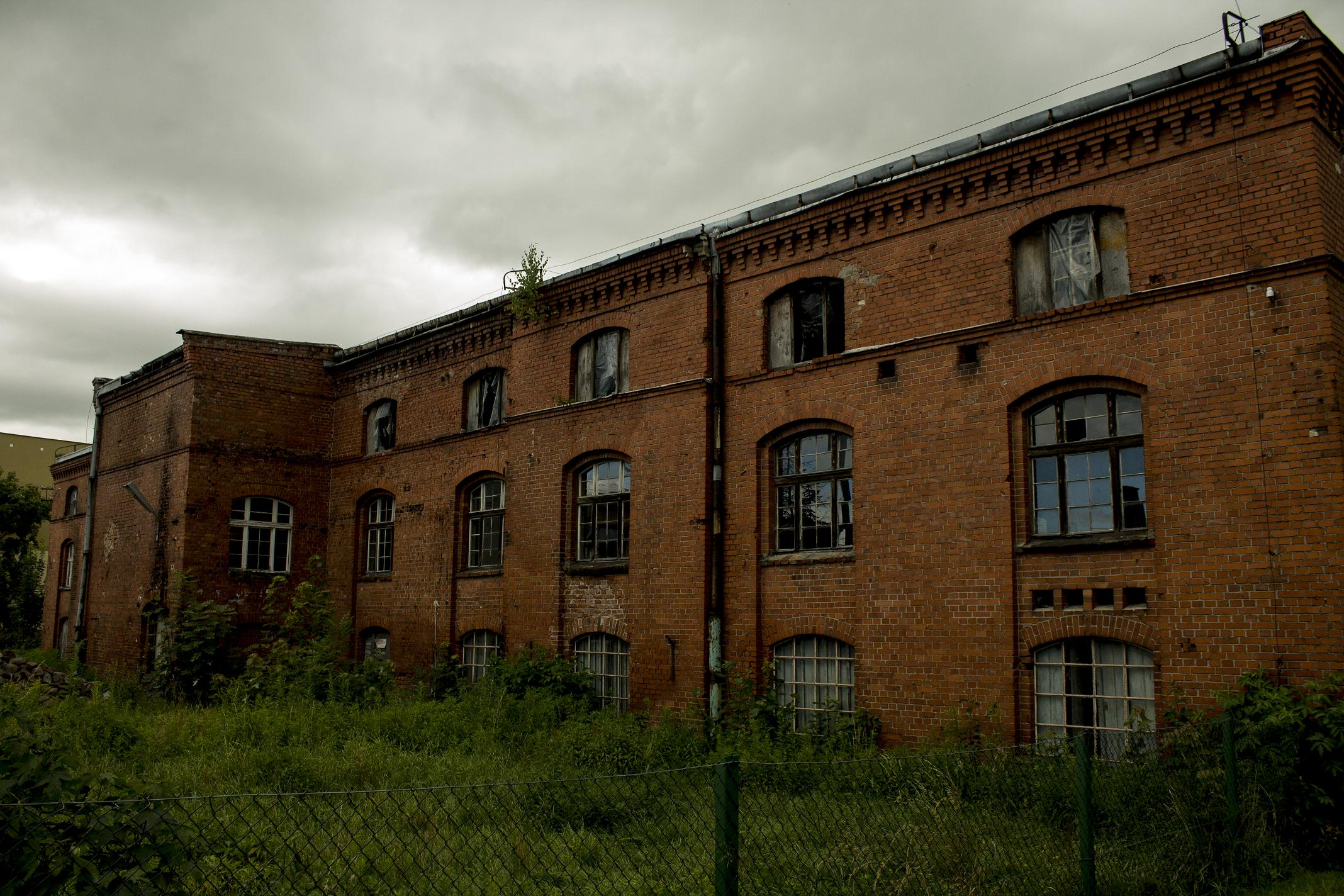
Magazyn zbożowy
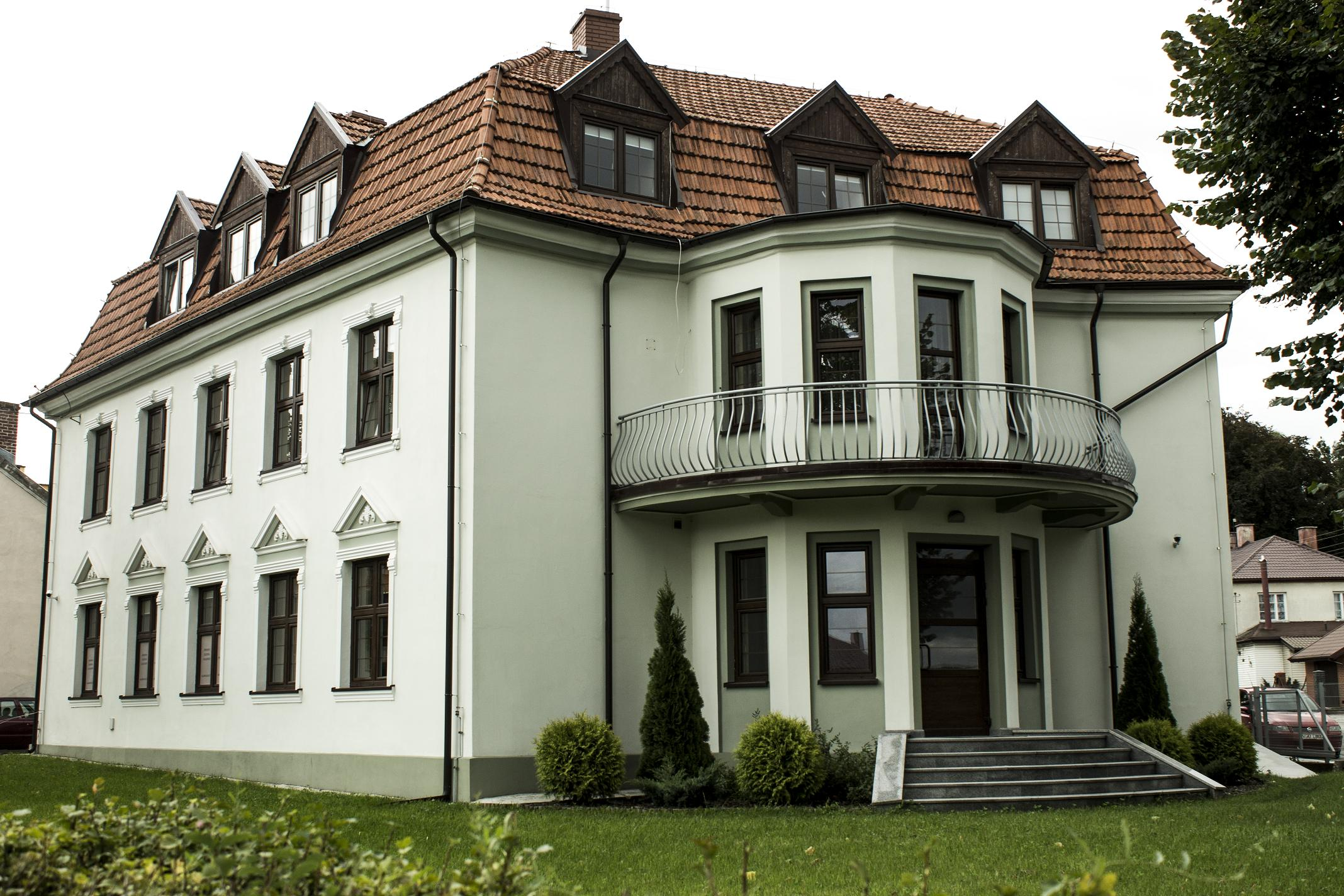
Willa z pocz. XX w.
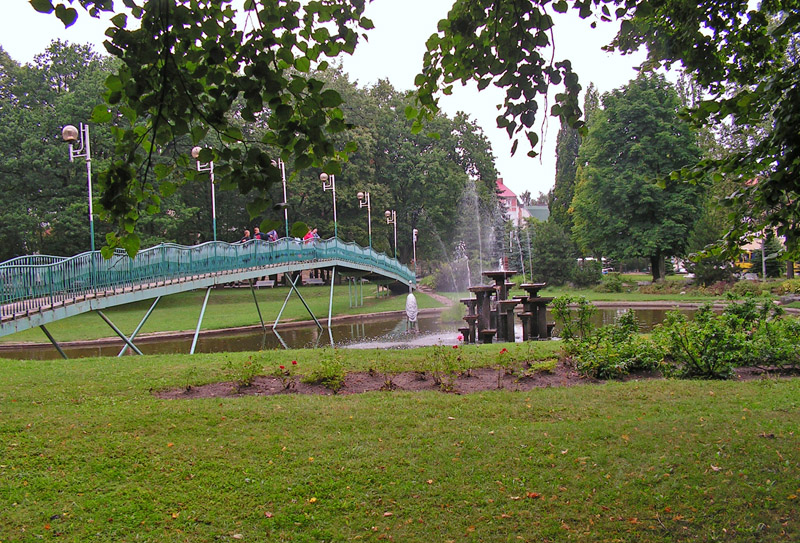
Park w centrum miasta

## Pomniki przyrody
Na terenie miasta znajdują się następujące pomniki przyrody:
| Nr | Lokalizacja                             | Forma             | Nazwa                  | Obwód przy powołaniu [cm] | Nr ew. | Rok uznania | Zdjęcie |
| 1. | ul. Malarska                            | pojedyncze drzewo | dąb szypułkowy         | 320                       | 103    | 1975        |         |
| 2. | ul. Paderewskiego 34                    | pojedyncze drzewo | dąb szypułkowy         | 303                       | 106    | 1977        |         |
| 3. | Plac Zwycięstwa                         | pojedyncze drzewo | dąb szypułkowy         | 401                       | 107    | 1977        |         |
| 4. | 70 m od zabudowań siedziby Nadl. Gołdap | grupa drzew       | 4 dęby szypułkowe      | 214, 170, 183, 167        | 185    | 1978        |         |
| 5. | Plac Zwycięstwa                         | pojedyncze drzewo | klon zwyczajny         | 270                       | 186    | 1978        |         |
| 6. | ul. Wolności                            | pojedyncze drzewo | klon zwyczajny         | 294                       | 233    | 1980        |         |
| 7. | ul. Wojska Polskiego, przy ZPEW         | pojedyncze drzewo | jesion wyniosły        | 237                       | 234    | 1980        |         |
| 8. | ul. Kościuszki 12, park osiedlowy       | grupa drzew       | 21 jarzębów szwedzkich | od 128 do 225             | 468    | 1996        |         |

## Transport

### Drogowy
- Bobrowniki – Białystok – Ełk – Olecko – Gołdap
- Stara Różanka – Węgorzewo – Gołdap
- Sejny – Wiżajny – Gołdap

### Kolejowy
Gołdap obecnie nie ma połączenia kolejowego. W przeszłości istniał tu węzeł czterech linii – w 1878 roku otwarto połączenie do Wystruci, a w 1879 roku do Ełku. W 1889 r. połączono Gołdap z Węgorzewem, a w 1927 z Żytkiejmami. Ostatnie dwie linie zostały rozebrane tuż po II wojnie światowej, natomiast na linii do Ełku ruch pasażerski został zlikwidowany w 2002 roku.

### Przejście graniczne
Około 4 km na północ od centrum miasta znajduje się drogowe przejście graniczne z Rosją.

## Oświata

### Przedszkola
- Przedszkole Samorządowe nr 1 w Gołdapi,
- Przedszkole Prywatne „U Kubusia Puchatka”,
- Przedszkole Prywatne „Bajka”,
- Przedszkole Niepublicznie „Zuchowa Przygoda”.

### Szkoły podstawowe
- Szkoła Podstawowa z Oddziałami Integracyjnymi nr 1 im. Mikołaja Kopernika w Gołdapi,
- Szkoła Podstawowa nr 2 im Marszałka Józefa Piłsudskiego w Gołdapi,
- Szkoła Podstawowa nr 3 im T. Kościuszki w Gołdapi,
- Szkoła Podstawowa nr 5 im. Noblistów Polskich w Gołdapi.

### Szkoły ponadpodstawowe
- Liceum Ogólnokształcące im Jana Pawła II w Gołdapi (ul. Popiełuszki 2)
- Zespół Szkół Zawodowych w Gołdapi (ul. Jaćwieska 14)

### Inne
- Dom św. Faustyny „Nie lękajcie się” w Gołdapi Caritas Diecezcji Ełckiej (ul. Wojska Polskiego 16),
- Poradnia Psychologiczno-Pedagogiczna w Gołdapi (ul. Wolności 11),
- Zespół Placówek Edukacyjno-Wychowaczych w Gołdapi (ul. Wojska Polskiego 18), w skład którego wchodzą: Ośrodek Szkolno-Wychowawczy, Bursa Szkolna i Biblioteka Pedagogiczna,
- Państwowa Szkoła Muzyczna I st. w Gołdapi (ul. Partyzantów 31),

## Kultura
- Biblioteka Publiczna w Gołdapi (ul. Partyzantów 31),
- Dom Kultury w Gołdapi (ul. Krótka 2),
- Galeria K-2 (działająca w domu kultury)
- Kino Kultura (wejście od ul. Plac Zwycięstwa 14).
- Ośrodek Sportu i Rekreacji (ul. Partyzantów 31),
- Muzeum Ziemi Gołdapskiej im. Mieczysława Ratasiewicza (dział zbiorów specjalnych Biblioteki Publicznej w Gołdapi na prawach izby regionalnej),
- Cykliczne imprezy:
  - Kierunek Gołdap (styczeń),
  - Bieg Jaćwingów (ferie zimowe),
  - Dni Gołdapi (lipiec),
  - Międzynarodowy Konkurs Krzyku (lipiec),
  - Kartaczewo (sierpień),
  - Święto Jajka (sierpień),
  - Międzynarodowy Półmaraton Gusiew – Gołdap (sierpień),
  - Letni Bieg Jaćwingów (sierpień).

## Sport
W mieście działa klub piłki nożnej Rominta Gołdap, założony w 1948 roku.

## Religia

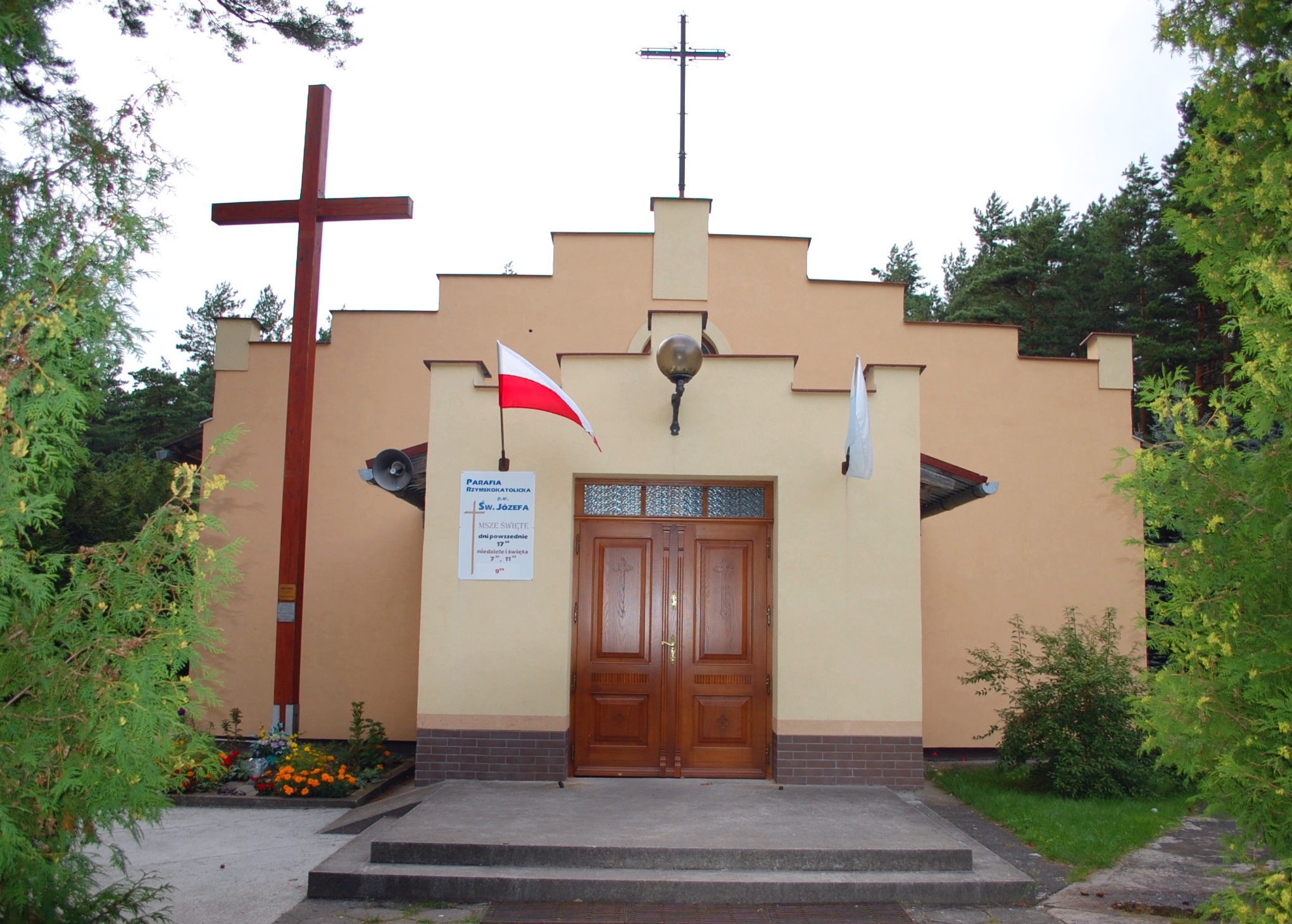
Kościół rzymskokatolicki św. Józefa

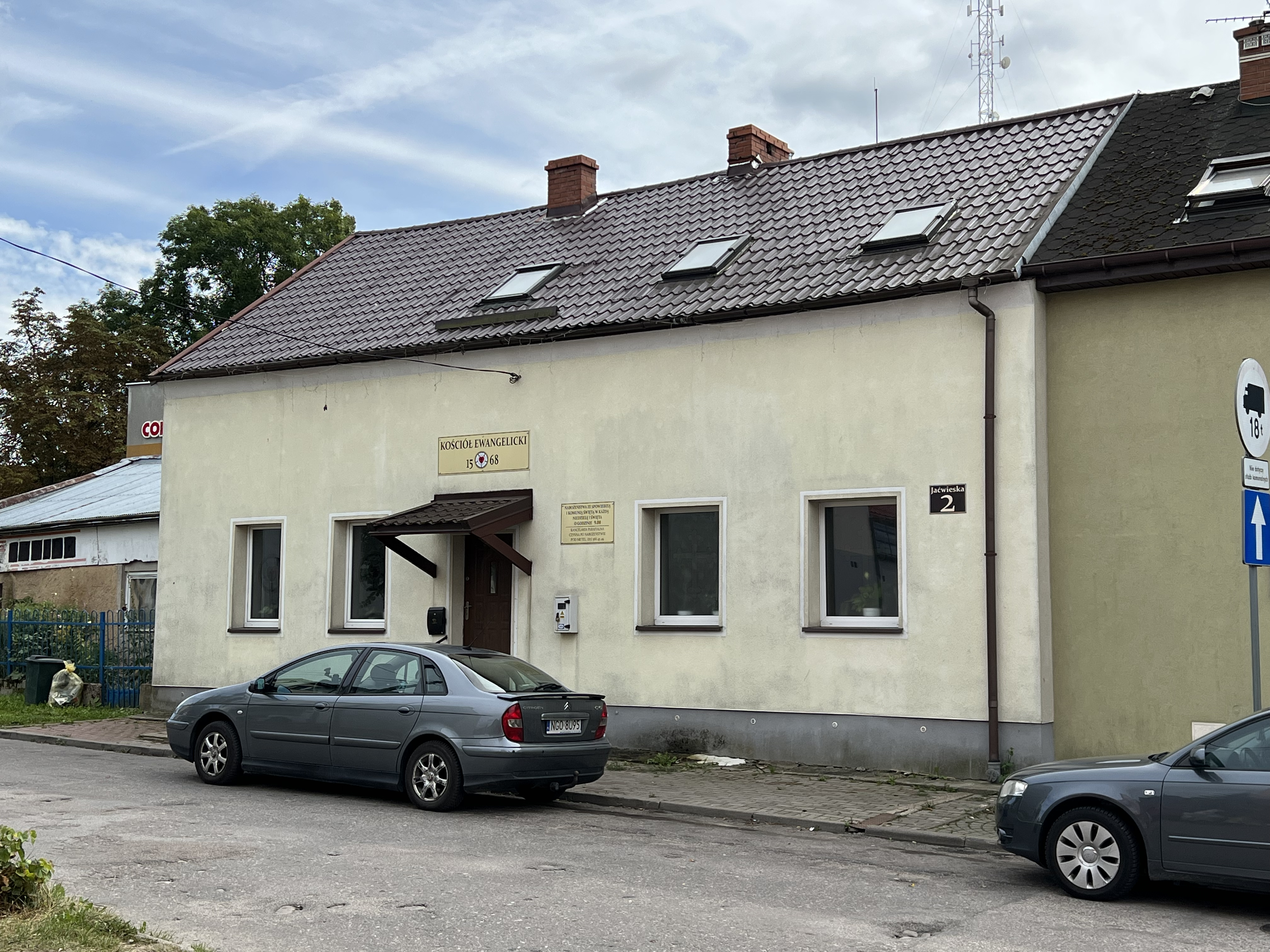
Kaplica ewangelicka

Na terenie miasta działalność religijną prowadzą następujące Kościoły i wspólnoty wyznaniowe:
- Chrześcijańska Wspólnota Zielonoświątkowa:
  - zbór w Gołdapi[32]
- Kościół Boży w Chrystusie:
  - Zbór „Nowe Pokolenie”[33]
- Kościół Ewangelicko-Augsburski w RP:
  - filiał Gołdap parafii ewangelicko-augsburskiej w Suwałkach[34]
- Kościół rzymskokatolicki:
  - parafia pw. Najświętszej Maryi Panny Matki Kościoła[35]
  - parafia pw. świętych Leona i Bonifacego[36]
  - parafia pw. św. Józefa[37]
- Kościół Na Skale w Gołdapi[38]
- Kościół Zielonoświątkowy:
  - Zbór „Betel”[39]
- Mesjańskie Zbory Boże (Dnia Siódmego):
  - punkt misyjny w Gołdapi[40]
- Świadkowie Jehowy:
  - zbór Gołdap (Sala Królestwa ul. Mikołajczyka 4)[41].

Cmentarze:

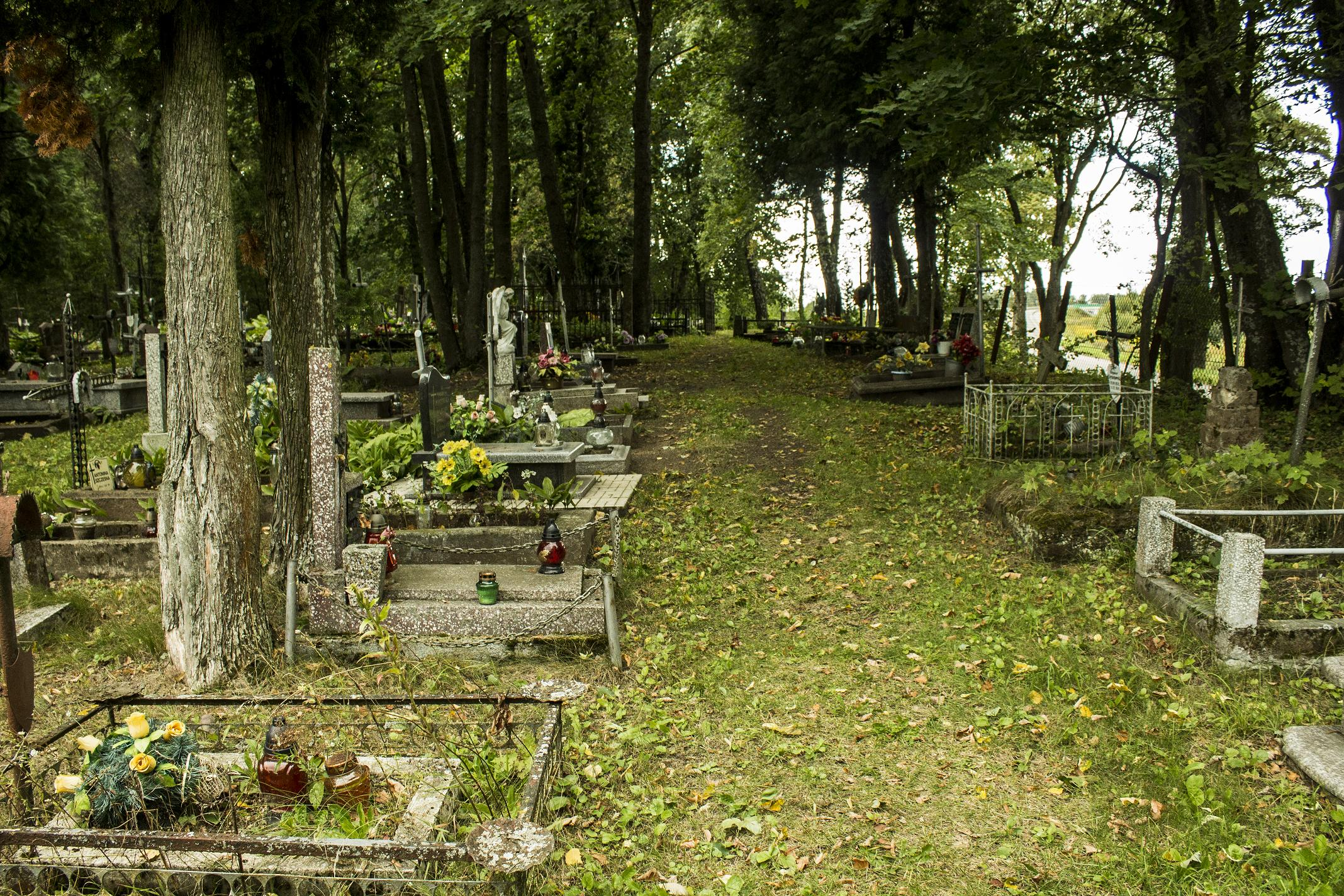
Cmentarz Komunalny przy ul. Cmentarnej

- Cmentarz Komunalny – ul. Gumbińska,
- Cmentarz Komunalny – ul. Zadumy (nowo budowany),
- Cmentarz Komunalny – ul. Cmentarna (stary),
- Cmentarz Ewangelicki – ul. Cmentarna[42],
- Cmentarz Wojskowy z I wojny światowej – ul. Reymonta,
- Cmentarz Wojskowy z II wojny światowej – ul. Suwalska,
- Cmentarz Wojskowy z II wojny światowej – ul. Boczna,
- Cmentarz Żydowski – ul. Cmentarna:
  - Stary cmentarz żydowski w Gołdapi,
  - Nowy cmentarz żydowski w Gołdapi.

## Współpraca międzynarodowa
Miasta partnerskie Gołdapi:
- Ano Syros,
- Giwat Szemu’el,
- Stade,
- Szaki,

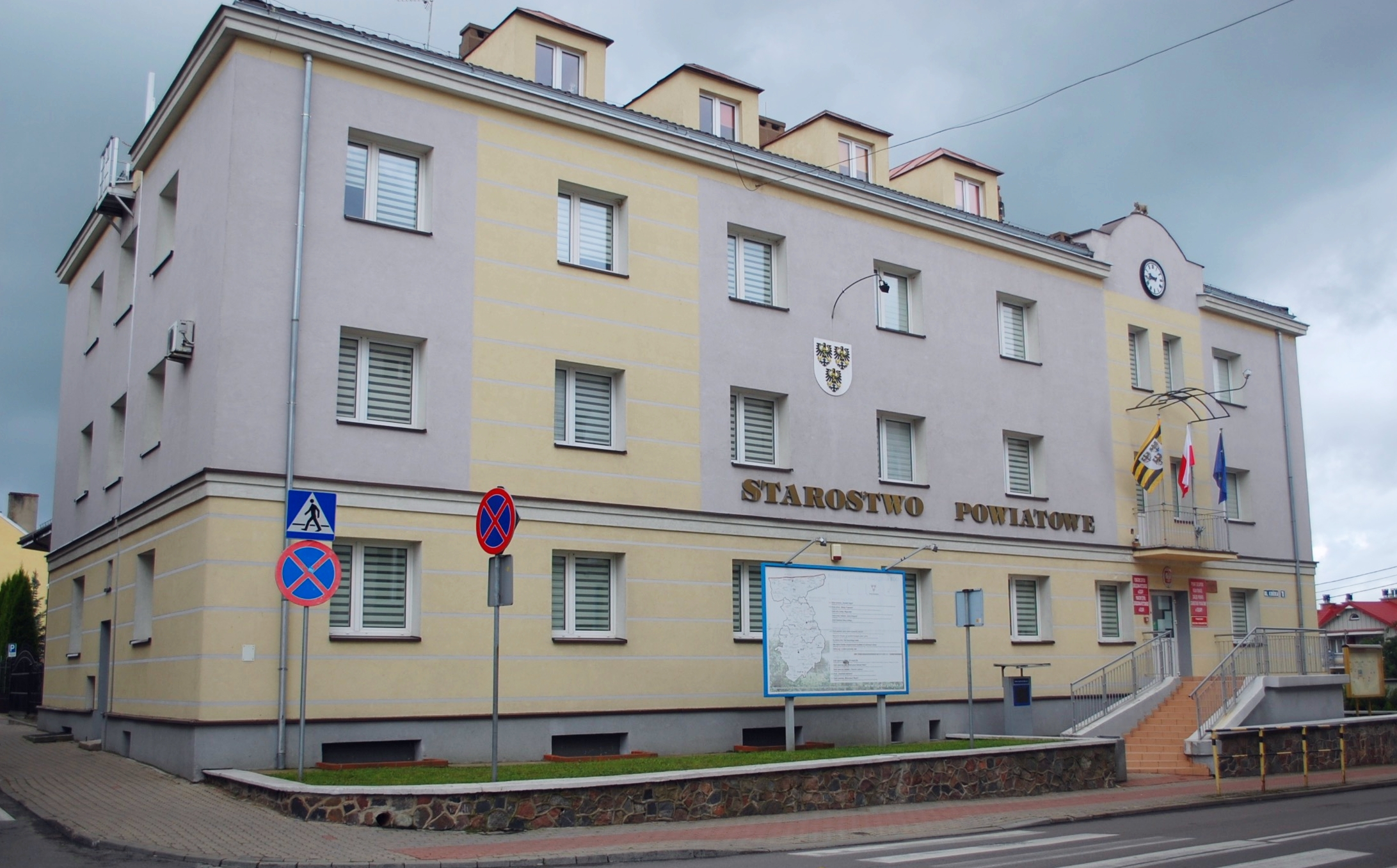
Starostwo Powiatowe

Oprócz współpracy z miastami partnerskimi Gołdap aktywna jest na polu międzynarodowej współpracy w zakresie turystyki – należy do organizacji Cittàslow skupiającej miasta zainteresowane rozwojem zrównoważonego ruchu turystycznego.
W 2022 roku, w związku z rosyjską agresją na Ukrainę, Gołdap zerwała współpracę z rosyjskimi miastami Gusiew i Dubna.